# Jan Kieniewicz

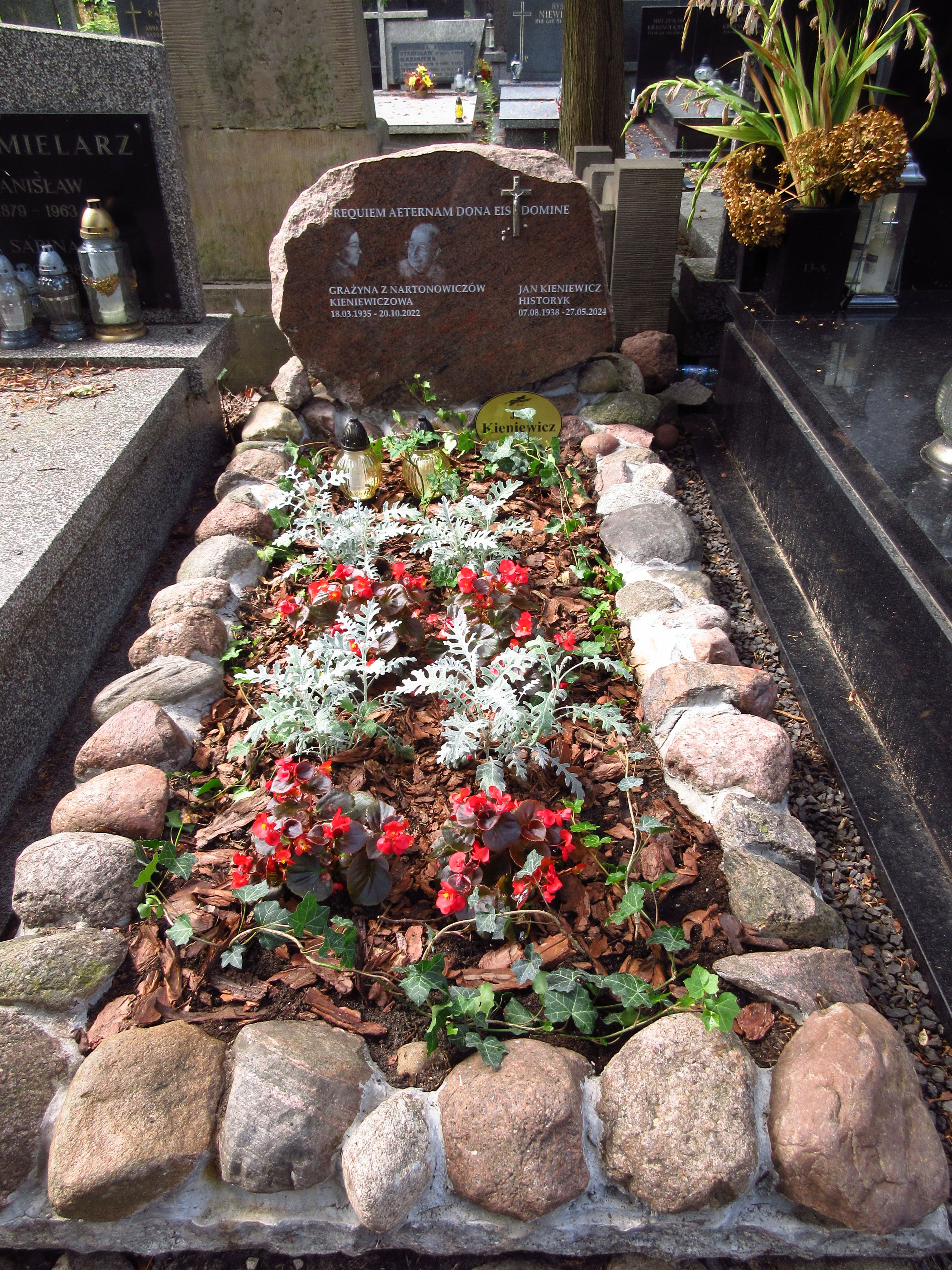
Grób Jana Kieniewicza na cmentarzu Bródnowskim

Jan Oskar Kieniewicz  (ur. 7 sierpnia 1938 w Warszawie, zm. 27 maja 2024) – polski historyk, nauczyciel akademicki i dyplomata, profesor nauk humanistycznych, ambasador RP w Hiszpanii (1990–1994).

## Życiorys
W 1960 ukończył studia historyczne na Uniwersytecie Warszawskim. Na tej samej uczelni doktoryzował się w 1966, a w 1974 uzyskał stopień doktora habilitowanego. W 1983 otrzymał tytuł profesora w zakresie nauk humanistycznych.
Od 1960 był pracownikiem UW, na którym w 1999 doszedł do stanowiska profesora zwyczajnego. Był związany z Wydziałem Historycznym tej uczelni. Pełnił funkcję kierownika Katedry Iberystyki (1975–1981) i wicedyrektora Instytutu Historycznego UW (1981–1988). Od 1990 do 1994 sprawował urząd ambasadora RP w Hiszpanii. W latach 1996–2008 był wicedyrektorem Instytutu Badań Interdyscyplinarnych Artes Liberales. Po przejściu na emeryturę pozostał wykładowcą na Wydziale „Artes Liberales” Uniwersytetu Warszawskiego.
W pracy naukowej zajmował się dziejami Indii i ekspansji poprzedzającej kolonizację, historią Hiszpanii czasów nowożytnych i najnowszych, historią Polski i Europy. Był członkiem Collegium Invisibile oraz jury Nagrody Klio.
Był członkiem m.in. NSZZ „Solidarność” (1980–1990), Sociedad de Estudios Internacionales, Polskiego Stowarzyszenia Hispanistów, Polskiego Towarzystwa Historycznego.
Był synem profesora Stefana Kieniewicza, a także bratem kartografa i księdza Antoniego Kieniewicza. Mieszkał na Zaciszu w Warszawie. Został pochowany na cmentarzu Bródnowskim w Warszawie (kwatera 13A/5/5).

## Odznaczenia
- Złoty Krzyż Zasługi (1981)[3]
- Krzyż Wielki Orderu Izabeli Katolickiej (1994)[7]
- Krzyż Kawalerski Orderu Odrodzenia Polski (2005)[8]
- Krzyż Oficerski Orderu Odrodzenia Polski (2013)[9]

## Publikacje
- Portugalczycy w Azji: XV–XX wiek (1976)
- Od Bengalu do Bangladeszu (1976)
- Historia Indii (1980)
- Od ekspansji do dominacji. Próba teorii kolonializmu (1986)
- Spotkania Wschodu (1999)
- Historia Polski (1986, współautor z Jerzym Holzerem i Michałem Tymowskim)
- Historia Europy  (1998, współautor)
- Wprowadzenie do historii cywilizacji Wschodu i Zachodu (2003)
- Cmentarz Bródnowski (2007, redakcja i opracowanie naukowe)
- Wyraz na ustach zapomniany (2013)